# プラット郡 (ミズーリ州)
プラット郡（英: Platte County）は、アメリカ合衆国ミズーリ州の北西部、ミズーリ川の北岸に位置する郡である。人口は10万6718人（2020年）。郡庁所在地はプラットシティであり、同郡で人口最大の都市は、ジャクソン郡など4つの郡に跨るカンザスシティである。プラット郡は1838年12月31日にプラット買収地で組織化され、郡名はプラット川に因んで名付けられた。プラットという言葉は「低い、浅いあるいは間歇的な水流」を意味するフランス語である。
プラット郡はカンザスシティ都市圏に属しており、カンザスシティ市西部の郊外都市が幾つか入っている。郡内にカンザスシティ国際空港がある。空港用地は当初プラット郡の未編入領域だったが、プラットシティに吸収され、その後カンザスシティに併合された。

## 歴史
プラットシティ市にあるプラット郡庁舎は、初代の建物が南北戦争の時に市の他の建物と共に焼かれ、その後に建て替えたものである。
ボニーとクライドがプラットシティ市の直ぐ南で射殺された後、共犯のブランシェ・バーロウが郡庁舎に隣接する監獄に捉えられていた。

## 地理
アメリカ合衆国国勢調査局に拠れば、郡域全面積は427.22平方マイル (1,106.5 km2)であり、このうち陸地420.33平方マイル (1,088.6 km2)、水域は6.89平方マイル (17.8 km2)で水域率は1.61％である。

### 主要高規格道路
- 州間高速道路29号線
- 州間高速道路435号線
- 州間高速道路635号線
- アメリカ国道71号線
- ミズーリ州道9号線
- ミズーリ州道45号線
- ミズーリ州道92号線
- ミズーリ州道152号線
- ミズーリ州道273号線
- ミズーリ州道371号線

### 隣接する郡
- ブキャナン郡 - 北
- クリントン郡 - 北東
- クレイ郡 - 東
- ジャクソン郡 - 南東
- ワイアンドット郡 (カンザス州) - 南
- レブンワース郡 (カンザス州) - 南西
- アッチソン郡 (カンザス州) - 北西

## 人口動態
以下は2000年国勢調査による人口統計データである。
| 基礎データ - 人口: 73,781人 - 世帯数: 29,278 世帯 - 家族数: 20,231 家族 - 人口密度: 68人/km2（176人/mi2） - 住居数: 30,902軒 - 住居密度: 28軒/km2（74軒/mi2） 人種別人口構成 - 白人: 91.45% - アフリカン・アメリカン: 3.49% - ネイティブ・アメリカン: 0.46% - アジア人: 1.48% - 太平洋諸島系: 0.20% - その他の人種: 1.05% - 混血: 1.87% - ヒスパニック・ラテン系: 3.00% 先祖による構成 - ドイツ系：23.4％ - アイルランド系：12.5％ - アメリカ人：12.2％ - イギリス系：11.4％ 年齢別人口構成 - 18歳未満: 25.8% - 18-24歳: 8.3% - 25-44歳: 32.6% - 45-64歳: 24.5% - 65歳以上: 8.8% - 年齢の中央値: 36歳 - 性比（女性100人あたり男性の人口） - 総人口: 98.1 - 18歳以上: 95.5 | 世帯と家族（対世帯数） - 18歳未満の子供がいる: 34.1% - 結婚・同居している夫婦: 57.0% - 未婚・離婚・死別女性が世帯主: 8.8% - 非家族世帯: 30.9% - 単身世帯: 24.9% - 65歳以上の老人1人暮らし: 6.0% - 平均構成人数 - 世帯: 2.49人 - 家族: 3.00人 収入と家計 - 収入の中央値 - 世帯: 55,849米ドル - 家族: 65,236米ドル - 性別 - 男性: 44,310米ドル - 女性: 31,005米ドル - 人口1人あたり収入: 26,356米ドル - 貧困線以下 - 対人口: 4.8% - 対家族数: 3.3% - 18歳未満: 5.7% - 65歳以上: 5.7% |

## 都市と町
| - プラットシティ - 郡庁所在地 - カムデンポイント - デイアボーン - イーストレブンワース - エッジャートン - ファーリー - フェレルビュー - ヒューストンレイク - アイアタン - レイクウォーコミス | - ノースムーア - パークビル - プラットウッズ - リッジリー - リバーサイド - トレイシー - ウォルドロン - ウェザービーレイク - ウェストン - カンザスシティ（部分、他にカス郡、クレイ郡、ジャクソン郡に入る) |

## 政治

### 地方
プラット郡の地方レベルでは共和党が大半の政治を支配しており、郡の選挙で選ばれる役職は3人を除いて独占している。

### 国政

#### 2008年大統領予備選挙
2008年の大統領予備選挙で、プラット郡は共和党のミット・ロムニーと民主党のヒラリー・クリントンを選んだ。民主党の予備選挙ではヒラリー・クリントンが1位となり、バラク・オバマが僅差の2位だった。さらにどちらも共和党予備選挙で各候補に投じられた票数よりも多かった。